# Daniel Horton (atleta)
Daniel Slawson Horton (New York, 24 dicembre 1879 – New York, 4 novembre 1954) è stato un astista e triplista statunitense.

## Biografia
Horton rappresentò l'Università di Princeton nelle gare universitarie di atletica leggera. Prese parte ai Giochi olimpici di Parigi 1900 nelle gare di salto triplo e salto triplo da fermo, senza riuscire ad ottenere un risultato brillante.
Nel salto con l'asta conseguì prestazioni di rilievo: nello stesso anno in maggio saltò 3,45 m (quarta migliore prestazione mondiale dell'anno). A Parigi vinse la "ripetizione" della finale eguagliando il suo primato personale.
Nel 1902 si migliorò con 3,52 m (terza miglior prestazione mondiale dell'anno). Quell'anno vinse il salto con l'asta ai campionati universitari statunitensi.

## Palmarès
| Anno | Manifestazione  | Sede   | Evento                | Risultato | Prestazione | Note |
| ---- | --------------- | ------ | --------------------- | --------- | ----------- | ---- |
| 1900 | Giochi olimpici | Parigi | Salto triplo          | 7º/13º    | n/d         |      |
| 1900 | Giochi olimpici | Parigi | Salto triplo da fermo | 5º/10º    | n/d         |      |

## Campionati nazionali
- 1 volta campione universitario del salto con l'asta (1902)